# مالكوم موني
مالكوم موني (بالإنجليزية: Malcolm Mooney)‏ هو موسيقي أمريكي، ولد في القرن العشرين في الولايات المتحدة.

## وصلات خارجية
- الموقع الرسمي
- مالكوم موني على موقع ميوزك برينز (الإنجليزية)
- مالكوم موني على موقع ديسكوغز (الإنجليزية)